# Kōki,
Mitsuki Kimura (jap. 木村 光希 Kimura Mitsuki; ur. 5 lutego 2003 w Tokio), lepiej znana jako Kōki, (こうき) – japońska modelka, kompozytorka i aktorka.

## Życiorys
Kōki, urodziła się 5 lutego 2003 roku w Tokio. Jej rodzicami są aktor i wokalista SMAP Takuya Kimura oraz piosenkarka i była aktorka Shizuka Kudō. Ma starszą siostrę Cocomi, która jest flecistką i modelką.
Kōki, zadebiutowała jako modelka na okładce lipcowego numeru magazynu modowego „Elle Japon”, który ukazał się 28 lipca 2018 roku. Zyskała także uznanie marki biżuterii BVLGARI i została jej pierwszą i najmłodszą ambasadorką w Japonii. Od najmłodszych lat gra na flecie oraz pianinie, a od 2017 roku komponuje i aranżuje muzykę. Współtworzyła kompozycje na album Rin swojej matki, Shizuki Kudō, w jej imieniu. Utwory „Hagane no Mori”, „Kasumisō” i „Time after time” zostały skomponowane przez Kōki,. Jej talent został też doceniony przez Mikę Nakashimę, dla której skomponowała muzykę do piosenki „Yume” na potrzeby trasy koncertowej. W 2019 roku skomponowała muzykę do dwóch utworów Daichiego Miury „Katasumi” i „Corner”. Przy muzyce do drugiego utworu współpracowała z Uru i Daichim. W tym samym roku pojawiła się na wybiegu podczas Paryskiego Tygodnia Mody, reprezentując markę Chanel.
Karierę aktorską rozpoczęła w roku 2022, występując w japońskim horrorze „Ox-Head Village”. W roku 2024 skomponowała muzykę dla swojej matki do dwóch utworów: „Ice Coffee” i „I am ready”, które znalazły się na albumie Meikyo Shisui. W 2025 roku zagrała w japońskiej adaptacji koreańskiej Manhwy „True Beauty”, wcielając się w główną bohaterkę.

## Filmografia

### Filmy
| Rok  | Tytuł                                 | Rola           | Uwagi                       | Przy.  |
| ---- | ------------------------------------- | -------------- | --------------------------- | ------ |
| 2022 | Ox-Head Village (牛首村)              | Shion / Kanon  | Główna rola                 | [ 8 ]  |
| 2024 | Dotyk                                 | Młoda Miko     | Film islandzki              | [ 11 ] |
| 2025 | Tornado                               | Tornado        | Główna rola, film brytyjski | [ 12 ] |
| 2025 | True Beauty: Before (女神降臨 Before) | Reina Tanikawa | Główna rola                 | [ 10 ] |
| 2025 | True Beauty: After (女神降臨 After)   | Reina Tanikawa | Główna rola                 | [ 10 ] |

## Nagrody i nominacje
| Rok  | Ceremonia                                                | Kategoria                                   | Nominowany      | Rezultat  | Przy.  |
| ---- | -------------------------------------------------------- | ------------------------------------------- | --------------- | --------- | ------ |
| 2013 | Konkurs Fletowy Juniorów Yamano                          | Nagroda za Doskonałość                      | Mitsuki Kimura  | Wygrana   | [ 13 ] |
| 2018 | Elle Cinema Awards                                       | Nagroda Elle Girl dla Wschodzącej Gwiazdy   | Kōki,           | Wygrana   | [ 14 ] |
| 2018 | Yahoo! Search Awards                                     | W kategorii Model                           | Kōki,           | Wygrana   | [ 15 ] |
| 2020 | Nagroda Popularności Weibo Starlight Awards (2019)       | W kategorii Azja i Pacyfik                  | Kōki,           | Wygrana   | [ 16 ] |
| 2020 | Japońska Nagroda dla Najlepiej Wyglądających w Biżuterii | W kategorii Nastolatka                      | Kōki,           | Wygrana   | [ 17 ] |
| 2022 | Nagrody Filmowe Hochi                                    | Najlepszy Debiutant                         | Ox-Head Village | Nominacja | [ 18 ] |
| 2023 | Nagrody filmowe Mainichi                                 | Najlepsza Nowa Aktorka                      | Ox-Head Village | Nominacja | [ 19 ] |
| 2023 | Nagrody Błękitnej Wstęgi                                 | Najlepszy Debiut                            | Ox-Head Village | Wygrana   | [ 20 ] |
| 2025 | Azjatyckie Nagrody Filmowe                               | Nagroda dla Azjatyckiej Obiecującej Gwiazdy | Kōki,           | Wygrana   | [ 21 ] |